# Berzano di Tortona
Berzano di Tortona är en ort och kommun i provinsen Alessandria i regionen Piemonte i Italien. Kommunen hade 154 invånare (2018).